# Hemsedals kommun
Hemsedals kommun (norska: Hemsedal kommune) är en kommun i den nordligaste delen av Buskerud fylke i Norge. Hemsedal med omnejd är känt för sin fjällturism. 
Kommunens centralort är tätorten Hemsedal (även kallad Trøym). I anslutning till orten ligger Hemsedal skisenter.

## Tätorter
I Hemsedals kommun finns två tätorter:
- Hemsedal (centralort)
- Svøo

Orten Tuv har tidigare räknats som en tätort men uppfyller inte längre kriterierna.

## Socknar
Inom Norska kyrkan motsvaras Hemsedals kommun av Hemsedals socken i Hallingdals prosteri i Tunsbergs stift.

## Bilder

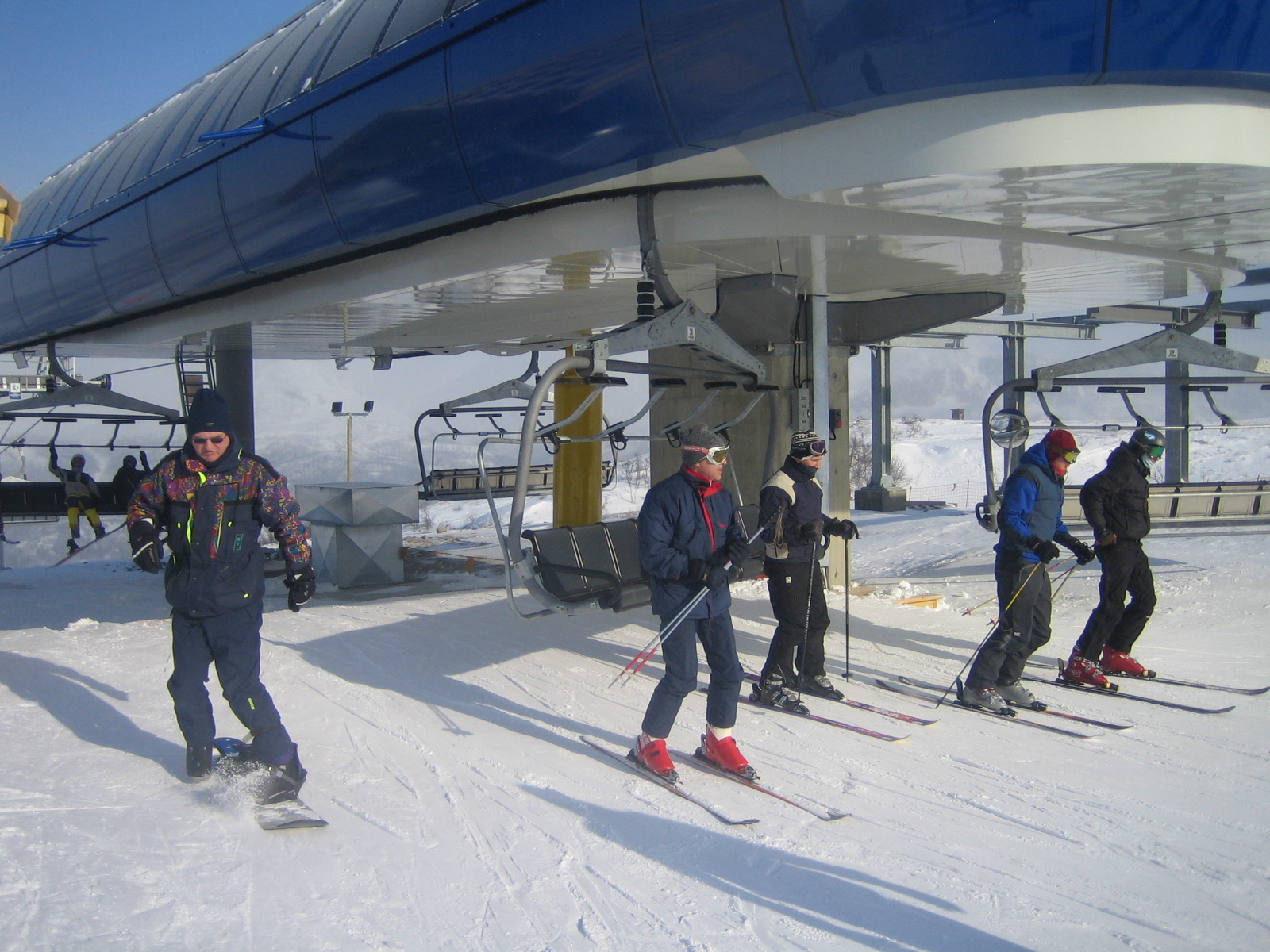
Hemsedal Skisenter.
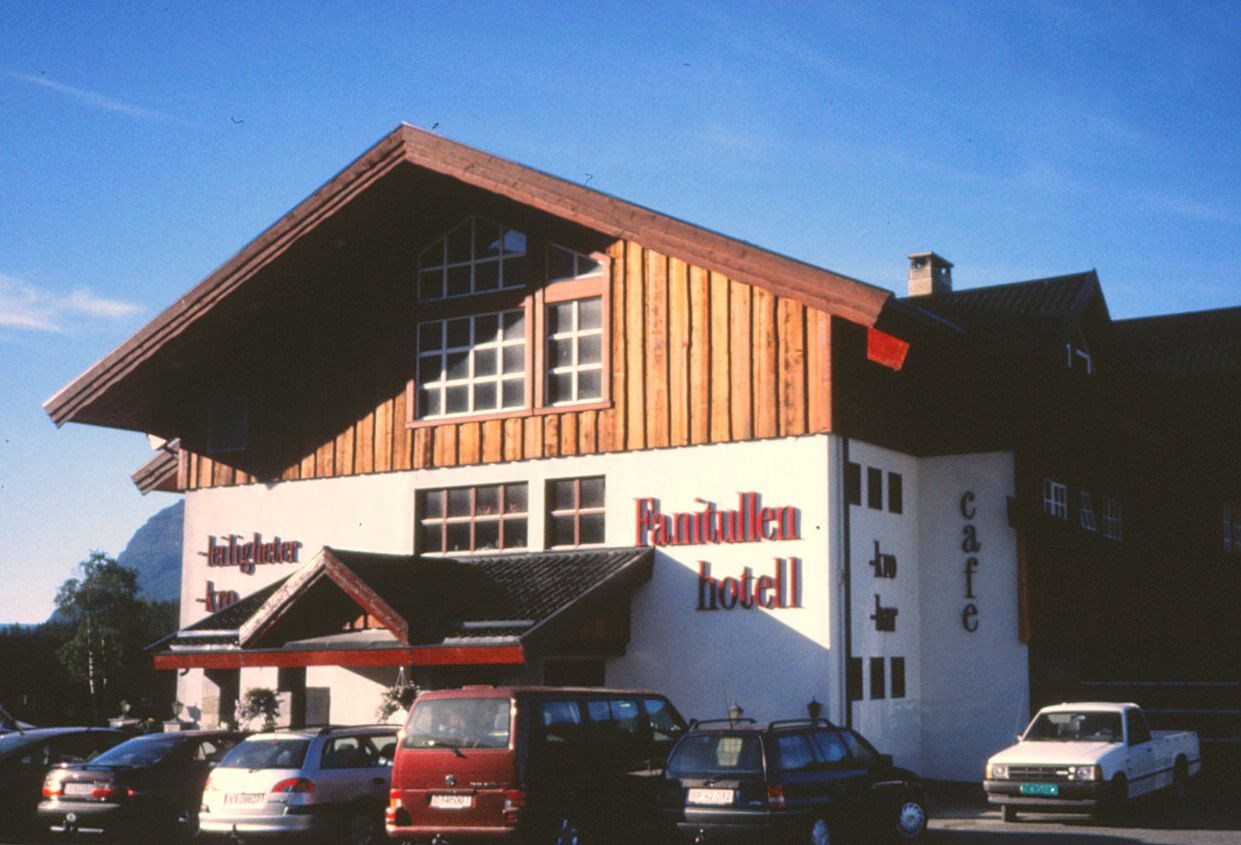
Hotellet Fanitullen i Hemsedal.